# Círculo de calidad
El círculo de calidad práctica o técnica utilizada en la gestión de organizaciones en la que un grupo de trabajo voluntario, se reúne para buscar soluciones a problemas detectados en sus respectivas áreas de desempeño laboral o para mejorar algún aspecto que caracteriza su puesto de trabajo. 
El Círculo de calidad contribuir a la mejora de la calidad en la organización. Solución de problemas detectados. Concientización, sensibilización, integración y comunicación de los colaboradores, mejorando el clima laboral.
Las conclusiones y resultados de estos grupos, son elevadas a las personas con responsabilidad y capacidad de decisión sobre su implantación, quienes las analizan y estudian, decidiendo su aprobación y dotándolas de recursos para llevarlas a cabo. Los grupos se reúnen de forma regular, dentro de su horario de trabajo y son entrenados por personal competente (usualmente designados como facilitadores).
Estos equipos de trabajo, originariamente llamados “Círculos de Control de Calidad” fueron introducidos en los años sesenta por Kaoru Ishikawa, quien fue uno de los primeros en utilizarlos y desde entonces, han representado un elemento fundamental de participación de los trabajadores en las empresas que han implantado sistemas de mejora continua.
Esta filosofía de trabajo, implantada en sus orígenes en empresas de cultura oriental no ha sido tan extendida, ni efectiva en organizaciones de corte más occidental. No obstante, realizando las adaptaciones y las modificaciones oportunas a la realidad de cada empresa, esta práctica puede ofrecer mucho valor a la gestión de la mejora de cualquier tipo de organización.
La situación ideal de esta buena práctica es la que permite su generación de forma espontánea y por iniciativa de los propios componentes de los equipos, aunque para llegar a esta situación, la organización debe seguir una metodología de implantación que se oriente a este fin.
Por lo tanto, se hace imprescindible que se cuente previamente con una cultura de gestión especialmente enfocada al trabajo autónomo, puesto que la confianza depositada en los trabajadores como responsables de la mejora de los procesos que integran sus áreas de trabajo es muy alta. 
De esta manera, los círculos de la verdad, como ocurre con otras herramientas que integran buenas prácticas relacionadas con la mejora continua, no pueden desarrollarse sin un estilo de dirección participativo, comunicativo, basado en un liderazgo de corte situacional y en un entorno de delegación total de funciones a ciertos empleados (lo que hoy en día se conoce como empowerment en el ámbito empresarial).
Por esta razón, se trata de una técnica muy utilizada por las organizaciones que poseen un enfoque hacia la gestión por procesos, puesto que una de las características que debe poseer este enfoque es que algunos trabajadores, se hacen responsables (dueños o propietarios) de determinados procesos que lleva a cabo la organización y su labor consiste en supervisar su correcto funcionamiento, y mejorarlos permanentemente de manera autónoma.

## Beneficios
El principal beneficio, como se ha descrito con anterioridad, es el de la solución de los problemas detectados o el de la mejora de algún área funcional que en la mayor parte de las ocasiones repercute positivamente sobre los puestos de trabajo de los propios integrantes.
Además, cuando se implantan de manera adecuada, representan una buena herramienta para aumentar la concienciación, sensibilización, integración y comunicación de los recursos humanos de la empresa. 
También fomentan la formación continua a través del intercambio de conocimiento que se genera en las reuniones de trabajo desarrolladas y la motivación intrínseca de los trabajadores, puesto que el equipo se siente partícipe del proceso de gestión al observar que sus propuestas son recogidas, analizadas y posteriormente implantadas por los responsables de la empresa.
Por esta razón es importante, sea cual sea el resultado de los círculos, que las propuestas que se generen sean bien recibidas y agradecidas por la organización y en los casos en los que se estime oportuno, reconocidas públicamente o incluso incentivadas de alguna manera.
Los responsables, deberán en todos los casos estudiarlas en profundidad realizando un esfuerzo por su implantación. En caso de no ser así, deberán justificar suficientemente las razones que impiden su despliegue, de manera que los miembros del equipo lo entiendan a la perfección.
Se consigue así, distanciarse de las prácticas tayloristas del pasado, propiciando que todo el equipo humano de la organización pueda aportar sus ideas y experiencias en beneficio del objetivo común. para los trabajadores y la organización.

## Fases para su implantación
Las fases para la implantación de círculos de calidad pueden, al menos, cubrir las siguientes etapas:
1. Concienciación y convencimiento de la dirección. La dirección debe conocer a la perfección sus posibilidades y beneficios. Debe confiar y estar convencida de su implantación. Además debe ejercer permanentemente un liderazgo situacional, como impulsores y mantenedores del buen funcionamiento de los círculos. Sin esta condición, todos los esfuerzos serán inútiles.
2. Diseño de un programa para desarrollar el proceso de implantación. Se debe elaborar un plan para la implementación de esta técnica que garantice su efectividad, teniendo como objetivo el que estos grupos lleguen a generarse espontáneamente y de manera autónoma. 
3. Formación de la estructura organizativa de apoyo. Los círculos deben contar con una estructura organizativa de apoyo, independiente de la estructura de la organización, e inmersa en su área o departamento de calidad, la cual presta asesoría metodológica, define los medios físicos y humanos, planifica y ejecuta la formación de los facilitadores y realiza asimismo el seguimiento e impacto de la implantación de las acciones, al menos en las primeras fases.
4. Diseño de la metodología a aplicar y los sistemas de organización. Existen numerosos métodos de funcionamiento de los círculos de calidad, lo que es evidente es que, para su buen funcionamiento, se tienen que definir una serie de normas y condiciones que serán trasmitidas a toda la organización.
5. Selección y formación de facilitadores. Los facilitadores son personas con experiencia y prestigio en la empresa, cuya labor en este campo es la de guiar a los círculos durante sus primeros pasos, hasta que el conocimiento de la cultura de gestión participativa sea la adecuada. 
Deben ser perfectos conocedores de los procedimientos de desarrollo, de las herramientas de trabajo en equipo y del manejo de grupos a través de reuniones. A medida que el enfoque de la gestión participativa mediante círculos de calidad se asienta en la organización, el papel del facilitador deja de ser imprescindible.
6. Declaración institucional. Como ya se ha comentado, el compromiso de la dirección en la implantación de los círculos de calidad, resulta imprescindible para el éxito de los mismos. Este apoyo, además, debe ser visible por toda la organización. En este sentido, es necesario realizar una “declaración institucional” mediante los canales de comunicación establecidos, para garantizar que la información es conocida por todos.
7. Selección de temas prioritarios. Uno de los errores comunes en la implantación de un nuevo modelo de gestión es pretender abarcar demasiado al principio. Por lo tanto, en una primera etapa, se eligen temas prioritarios, o pequeñas áreas de la compañía, en donde empezar a aplicar la metodología. Estas áreas deben ser elegidas atendiendo a criterios de facilidad, es decir, aquellas en donde las posibilidades de éxito son más evidentes. Los temas y áreas más complicados serían objeto de posteriores etapas, cuando la organización alcance la suficiente experiencia. Los criterios para la selección de los temas a tratar en las primeras etapas, pueden estar relacionados con la urgencia y la importancia de problemas o mejoras detectadas por otras áreas.
8. Primeros programas. Definida la metodología que regirá las reuniones, realizada la declaración institucional, formados a los facilitadores que participarán en el proceso y seleccionadas las áreas con las que se va a comenzar, se convocará a los primeros círculos, con carácter voluntario. Siempre se tendrá en cuenta que lo importante en estas primeras experiencias es el obtener éxitos, por lo que se comenzará con temas que puedan resultar atractivos y de interés para los trabajadores. Si se realiza el lanzamiento de los primeros programas y no se obtiene participación, se dejará pasar algún tiempo y se repetirá el lanzamiento modificando los temas propuestos.

## Funcionamiento de los círculos
Se recomienda que en los círculos participen entre 4 y 8 personas, aunque este número puede variarse levemente en determinadas situaciones.
En los casos en los que existan más personas interesadas en participar en las primeras fases, se podrán realizar reuniones diferentes con los mismos temas de debate y análisis. Se recomienda que a estas reuniones no asistan los responsables de los equipos de trabajo para no coartar la participación de sus integrantes.
Como se ha mencionado con anterioridad, al principio, deberá existir un facilitador del proceso que oriente y guíe al grupo, fomentando la participación de sus integrantes y mediando en situaciones de conflicto. En ningún caso ejercerá algún efecto moderador sobre las conclusiones o acuerdos propuestos por el grupo. Este facilitador no tiene la responsabilidad de valorar ni aconsejar en ningún momento las propuestas derivadas del trabajo del equipo. Además, deberá nombrarse entre los asistentes a un coordinador o portavoz que sea el encargado de trasladar los resultados del círculo a los responsables de la organización para que actúen en consecuencia.
Este portavoz elabora un informe que recoja los temas planteados y la descripción exhaustiva (objetivos, acciones, plazos, recursos, etc…) sobre las acciones de mejora propuestas y su posterior implantación. Es conveniente que la estructura de este informe, sea facilitada por la organización incluyendo los campos que estime oportunos. Este documento no estará firmado por ningún individuo, puesto que es el resultado del grupo de trabajo. 
Una vez aprobados los planes de acción de los primeros círculos de calidad, y mediante la línea principal de ejecución, se repite el ciclo, seleccionando nuevos temas o áreas de la organización para la formación de otros círculos de calidad. 
La periodicidad y participación de las personas que integran las distintas áreas funcionales, será diferente en cada caso, en relación con la magnitud de la organización, su estructura funcional, el área de negocio en el que se desarrolla, o incluso la cultura o experiencia que se posea en este sentido.
Se recomienda convocar un círculo de calidad por departamento o área, como mínimo cada ejercicio natural. No existiendo un máximo para el caso de los círculos que se generan de forma espontánea. En los casos en los que los círculos se generen de forma espontánea, este hecho, deberá ser comunicado al área de dirección junto con el tema principal a tratar quien autorizará y facilitará el desarrollo de la experiencia.

## Implantación de acciones y seguimiento
Una vez elaborado el informe, se entregará al responsable del área relacionada con la temática tratada para que lo estudie y decida, en caso de tener poder de decisión, sobre las acciones de mejora planteadas. De no ser este el caso, lo elevará a la Dirección General.
Las propuestas son analizadas y aprobadas con agilidad e implantadas de manera inmediata valorando de esta manera el esfuerzo realizado y potenciando la creación de más grupos de similares características. 
De cualquier modo, la implantación de las acciones, suele corresponder a la dirección funcional del área en la que se forma el círculo, quien será responsable de comunicar al propio círculo las decisiones finales, nombrar responsables o asignar los recursos necesarios para acometerlas a través de un plan de mejoras.
Una vez implantadas las acciones, y pasado un tiempo prudencial, se comprueba si los resultados de las acciones llevadas a cabo son los esperados, y en caso de no ser así, se planifican acciones correctoras para conseguir los objetivos que se perseguían a través de un segundo plan si es necesario (este asunto estará en función de la complejidad de las acciones propuestas y del impacto que se genere en la organización).
En entidades maduras desde el punto de vista organizacional, estas últimas fases de implantación y seguimiento se pueden delegar totalmente al propio círculo de calidad (recomendable).

## Temas a tratar en los círculos de calidad
Para conseguir la máxima eficacia, deben centrarse de forma concreta en la razón de ser de su creación: la propuesta constructiva de aspectos que están dentro del ámbito de trabajo de sus integrantes, evitando trabajar sobre temas que están fuera de sus competencias o incluso de su área funcional.
Los temas a tratar deben ser conocidos y afectar a todos los participantes, de manera que las acciones resultantes puedan repercutir directa o indirectamente sobre ellos, produciéndose así, un aumento de la confianza del equipo, en contra de la frustración que pueda producir la propuesta de acciones casi imposibles de implantar.
Los posibles temas derivados de la formación de estos grupos pueden ser diversos. Algunos ejemplos se describen a continuación:
- Aumentar la coordinación y la comunicación entre departamentos clientes/proveedores.
- Mejorar la calidad del producto o del servicio ofrecido entendiendo por calidad la que satisface las necesidades y expectativas del cliente.
- Buscar ahorros a través de la reducción de costes innecesarios.
- Reducir la burocracia que no añade valor a los procesos. 
- Mejorar la atención al cliente en procesos como el de comunicación o atención de quejas o sugerencias.
- Reducir plazos (de entrega de las salidas de los procesos, de ejecución de acciones o tareas, de espera del cliente, etc…) simplificando los procesos o incluso proponiendo su modificación. 
- Aumentar la comodidad, la higiene, la limpieza y la seguridad en el trabajo, mejorando así la calidad de vida del trabajador a través del ámbito laboral.

## Temas que no deben tratarse en los círculos de calidad
Los componentes de los círculos de calidad, deben ser generadores de soluciones de forma constructiva y nunca deben suponer un canal para expresar el malestar o descontento con ciertos asuntos. Su naturaleza es precisamente la contraria, mejorar la situación en los puestos de trabajo.
A modo de ejemplo, se citan algunos temas que no deben ser objeto de mejora ni solución de problemas en los círculos de calidad, a pesar del atractivo que presentan en cualquier grupo de la organización:
-Reivindicaciones y temas relacionados con las condiciones laborales.
-Las quejas y críticas a los responsables o líderes de la organización.
-Las estrategias y políticas generales de la organización.
-Los nombramientos, ascensos, suspensiones o despidos.
-La valoración del desempeño de otros profesionales que pertenecen a distintas áreas funcionales.